# Haradanahalli, Hunsur
Haradanahalli là một làng thuộc tehsil Hunsur, huyện Mysore, bang Karnataka, Ấn Độ.